# 아니카 판 엠던
아니카 판 엠던(네덜란드어: Anicka van Emden, 1986년 12월 10일~)은 네덜란드의 전직 유도 선수이다. 2016년 하계 올림픽에서 여자 하프미들급 동메달을 획득했으며 세계 선수권 대회에서 동메달 2개를 획득했다.